# Brännland, Umeå kommun
Brännland är en mindre tätort i Umeå kommun, belägen vid E12 cirka tio kilometer väster om centrala Umeå. 
Brännland ligger vid Umeälven och är omgivet av jordbruks- och skogsmark. Norrfors (NV), Sörfors (V) och Kåddis (SO) utgör de närmaste grannbyarna. Bebyggelse sydost om tätorten, har av SCB avgränsats till en separat småort namnsatt till Brännland (södra delen).

## Historia
Fornlämningar från 3000-talet f. Kr. har hittats i området  och hällristningar från 3000–2000 f. Kr. har hittats i grannbyn Norrfors, så man vet att området befolkats i tusentals år, sannolikt för att ta tillvara det bestånd av fisk och säl som fanns då denna del av Umeälven var en djup havsvik.

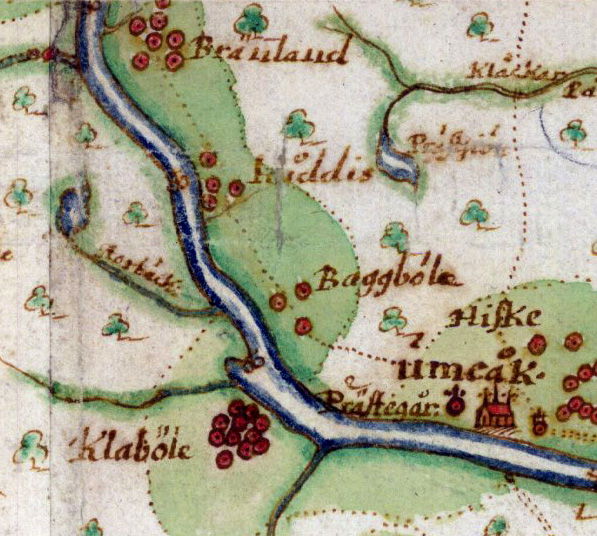
Brännland utsatt på Johan Persson Geddas karta över Umeå socken från 1661.

Namnet – år 1530 noterat som Brendeland – antas vara sammansatt av bränna (svedjeland) och land (strandområde).
År 1543 bestod Brännland av sex gårdar, 1620 fanns det 7 bönder i byn och sedan 1693 finns det nedskrivet vilka åtta gårdar som då utgjorde byn och som sedan dess varit permanent boplats för generationer människor .
Brännlands läge vid Umeälvens nedre smalaste ställe och största fors har säkert haft stor betydelse för orten. Åren 1800–1802 byggdes den första bron över älven mellan Sörfors och Brännland. Den var i trä och brändes 1809 av svenskar för att hindra ryssarnas inmarsch söderifrån. Nästa bro byggdes också  i trä, åren 1875–1877 – en bropelare till den står kvar mitt i älven strax ovanför nuvarande bro. Den nuvarande bron är en bågbro i järnfackverk uppförd åren 1910–1912.
Numera rinner det mesta av vattnet i forsarna vid Brännland genom norra Europas största vattenkraftverk – Stornorrfors. Vintertid är vattenflödet måttligt.
I modern historia har det bland annat funnits biograf, bönhus, Konsumaffär (till 2006) och bensinstation med bilverkstad (som lades ned 1978 i samband med att en ny påfart från Sörfors till E12 byggdes).

### Befolkningsutveckling
| Befolkningsutvecklingen i Brännland 1975–2020                                                                                | Befolkningsutvecklingen i Brännland 1975–2020 | Befolkningsutvecklingen i Brännland 1975–2020 | Befolkningsutvecklingen i Brännland 1975–2020 | Befolkningsutvecklingen i Brännland 1975–2020 |
| --- | --------------------------------------------- | --------------------------------------------- | --------------------------------------------- | --------------------------------------------- |
| |                                               |                                               |                                               |                                               |
| År |                                               |                                               | Folkmängd                                     | Areal (ha)                                    |
| 1975 | 1975                                          |                                               | 208                                           |                                               |
| 1980 | 1980                                          |                                               | 203                                           | 28                                            |
| 1990 | 1990                                          |                                               | 208                                           | 28                                            |
| 1995 | 1995                                          |                                               | 210                                           | 28                                            |
| 2000 | 2000                                          |                                               | 206                                           | 28                                            |
| 2005 | 2005                                          |                                               | 187                                           | 28#                                           |
| 2010 | 2010                                          |                                               | 220                                           | 28                                            |
| 2015 | 2015                                          |                                               | 336                                           | 63                                            |
| 2020 | 2020                                          |                                               | 358                                           | 62                                            |
| Anm.: Ny tätort 1975. Ej tätort 2005, åter tätort 2010. Sammanvuxen med småorten Brännland (södra delen) 2015. # Som småort. |                                               |                                               |                                               |                                               |

## Samhället
Mellan Brännlandsvägen och älvdalen ligger Brännlandsskolan, som inrymmer ca 100 elever från förskoleklass till klass 3.

## Näringsliv
En enramig vattensåg för husbehovssågning fanns redan vid slutet av 1700-talet. Den hade inget samband med den senare sågverksindustrin i byn. År 1902 anlades i byns västra del Brännlands träförädling AB, med en cirkelsåg och senare även snickeri, som drevs fram till 1944. Från slutet av 1800-talet fanns ett mejeri och 1917 bildades Brännlands kooperativa handelsförening, som åren 1935–1936 uppförde en lokal för Konsumbutik i samhällets västra del.
Förutom frontlastartillverkaren Ålö AB (grundad 1949) med drygt 200 anställda finns en antikaffär i f.d. Konsumbutikens lokaler samt ett flertal småföretagare – bland dem Brännlands Cider, som sedan starten 2010 vunnit ett flertal internationella priser för sina olika äppelcidrar. Även en keramiktillverkare som bor i byn, har startat ett företag och säljer sina egentillverkade keramikserier vid Brännlands Wärdshus. Wärdshuset är inrymt i de gamla soldattorp vid ortens västra infart och är en lokal turistattraktion, inte minst för de jättegrytor som finns i älvfåran nära värdshuset.
Den bördiga jordbruksmarken som har präglat byn och som varit huvudnäring i århundraden brukas idag (2020) av endast två jordbrukare.

## Idrott

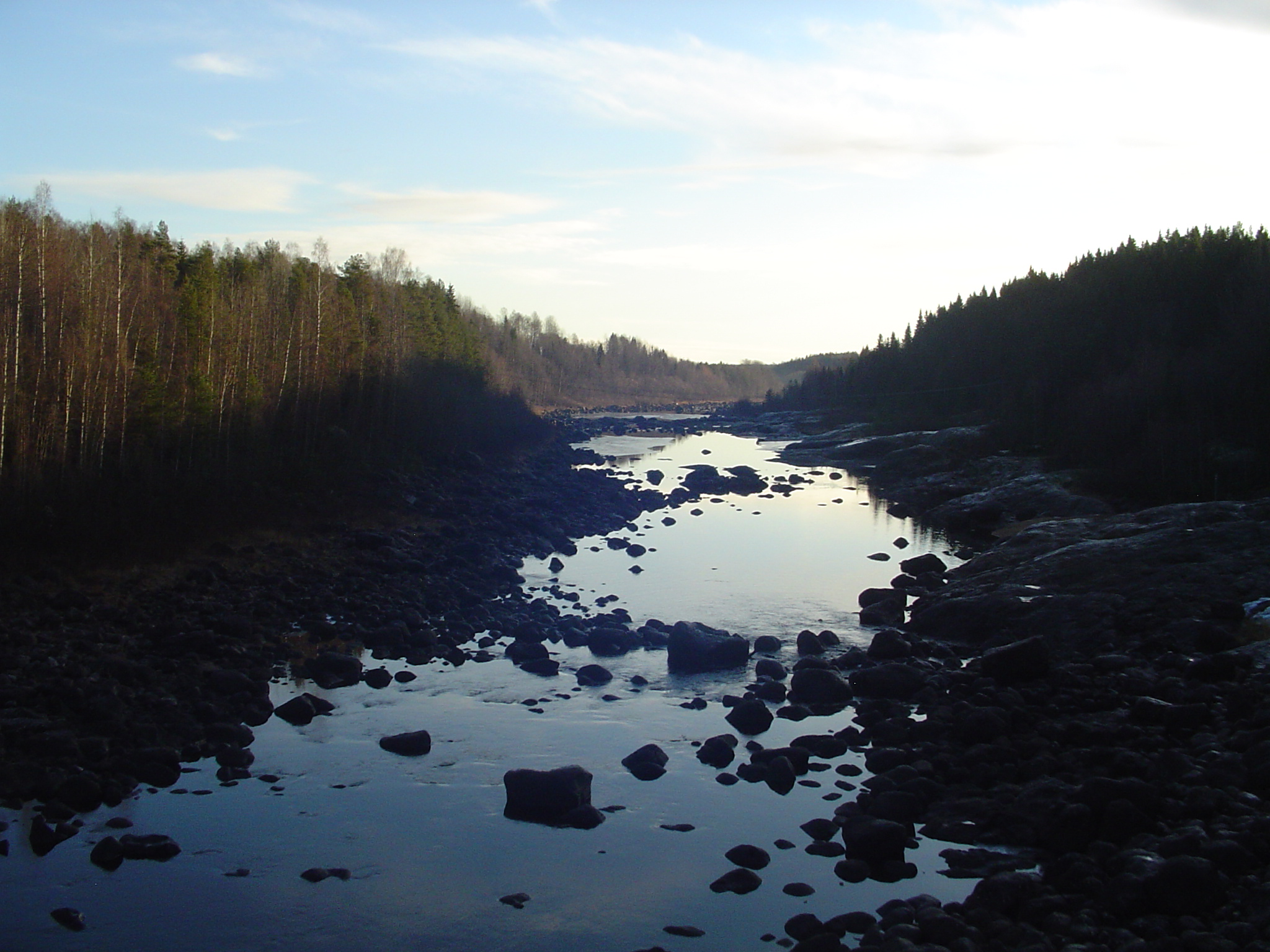
Bild över Umeälven nedströms Sörforsbron i november.

Fotbollsintresserade Brännlandsbor är engagerade i Sörfors IF som har klubbstuga och fotbollsplaner just på andra sidan Umeälven. Vid skolan finns en grusplan, som spolas vintertid, och vid annan plats i Brännland finns en beachvolleybollplan samt en boulebana.
Älvsträckan nedströms Sörforsbron från Brännland till Baggböle – den så kallade "torrfåran" – lämpar sig utmärkt för sportfiske av främst lax och öring.  Längs med älven på Brännlandssidan finns en vandringsled med två grillplatser, och flera badställen